# روس هايوود
روس هايوود (بالإنجليزية: Ross Haywood) هو عداء مسافات طويلة أسترالي، ولد في 18 فبراير 1947.

## وصلات خارجية
- روس هايوود على موقع النتائج التاريخية لألعاب القوى الأسترالية (الإنجليزية)
- روس هايوود على موقع أوليمبيديا (الإنجليزية)
- روس هايوود على موقع اللجنة الأولمبية الأسترالية (الإنجليزية)
- روس هايوود على موقع اتحاد ألعاب الكومنولث (مؤرشف) (الإنجليزية)